# Morato
Felipe Rodrigues Da Silva (Francisco Morato, 30 juni 2001), voetbalnaam Morato, is een Braziliaans voetballer die doorgaans speelt als centrale verdediger of linksback. Hij maakte in de zomer van 2024 de overstap van Benfica, waar hij zijn carrière begon, naar Nottingham Forest.

## Clubcarrière

### Benfica
Morato was 18 jaar toen hij in 2019 de jeugdopleiding van de Braziliaanse club São Paulo inruilde voor die van de Portugese club Benfica. De transfersom bedroeg zes miljoen euro en São Paulo behield 15 procent van de rechten op de volgende transfer. Na enkele wedstrijden in de B-ploeg van Benfica, maakte hij op 21 september 2019 zijn debuut voor het eerste team in de wedstrijd tegen Vitória voor de Taça da Liga. De nieuwe trainer voor het seizoen 2022/23 Roger Schmidt verkoos Morato boven Jan Vertonghen bij de start van het nieuwe seizoen. Na een sterke reeks in het begin van het seizoen werd hij uitgeroepen voor verdediger van de maand augustus in de Primeira Liga. Daarna kwam hij door een blessure de rest van het kalenderjaar niet meer in actie en bij zijn rentree was hij zijn basisplaats weer kwijt. Wel werd hij met Benfica dat seizoen kampioen van Portugal. In augustus 2023 won Benfica ook de Supertaça Cândido de Oliveira, maar Morato zat zonder minuten te maken op de bank dat duel.
Vanaf november was hij weer basisspeler bij Benfica, maar ditmaal als linksback in plaats van als centrale verdediger. Voornamelijk in die rol kwam Morato dat seizoen tot 35 wedstrijden in alle competities. Hij kwam in totaal tot 86 wedstrijden voor Benfica, waarin hij goed was voor twee goals en twee assists.

### Nottingham Forest
In de zomer van 2024 maakte Morato voor elf miljoen euro de overstap naar Nottingham Forest, waar hij een contract tekende voor vijf seizoenen tot de zomer van 2029. Op 14 september maakte hij de tijdens de 1-0 overwinning op Liverpool zijn debuut in de Premier League. 

## Clubstatistieken

### Beloften
| Seizoen         | Club            | Competitie      | Totaal | Totaal |
| Seizoen         | Club            | Competitie      | Wed.   | Dlp.   |
| --------------- | --------------- | --------------- | ------ | ------ |
| 2019/20         | Benfica B       | Liga Portugal 2 | 15     | 0      |
| 2020/21         | Benfica B       | Liga Portugal 2 | 28     | 4      |
| 2021/22         | Benfica B       | Liga Portugal 2 | 3      | 0      |
| 2022/23         | Benfica B       | Liga Portugal 2 | 1      | 0      |
| Beloften totaal | Beloften totaal | Beloften totaal | 47     | 4      |

### Senioren
| Seizoen         | Club              | Competitie      | Competitie | Competitie | Beker | Beker | Internationaal | Internationaal | Totaal | Totaal |
| Seizoen         | Club              | Competitie      | Wed.       | Dlp.       | Wed.  | Dlp.  | Wed.           | Dlp.           | Wed.   | Dlp.   |
| --------------- | ----------------- | --------------- | ---------- | ---------- | ----- | ----- | -------------- | -------------- | ------ | ------ |
| 2019/20         | Benfica           | Primeira Liga   | 0          | 0          | 1     | 0     | —              | —              | 1      | 0      |
| 2020/21         | Benfica           | Primeira Liga   | 2          | 0          | 2     | 0     | —              | —              | 4      | 0      |
| 2021/22         | Benfica           | Primeira Liga   | 14         | 0          | 6     | 0     | 5              | 1              | 25     | 1      |
| 2022/23         | Benfica           | Primeira Liga   | 9          | 1          | 5     | 0     | 6              | 0              | 20     | 1      |
| 2023/24         | Benfica           | Primeira Liga   | 21         | 0          | 8     | 0     | 6              | 0              | 35     | 0      |
| 2024/25         | Benfica           | Primeira Liga   | 1          | 0          | 0     | 0     | —              | —              | 1      | 0      |
| 2024/25         | Nottingham Forest | Premier League  | 12         | 0          | 0     | 0     | —              | —              | 12     | 0      |
| Senioren totaal | Senioren totaal   | Senioren totaal | 59         | 1          | 22    | 0     | 17             | 1              | 98     | 2      |
| Carrièretotaal  | Carrièretotaal    | Carrièretotaal  | 106        | 5          | 22    | 0     | 17             | 1              | 145    | 6      |

## Interlandcarrière
Op 7 september 2023 zat Morato voor het eerst bij de selectie van Braziliaans voetbalelftal onder 23, maar tegen Marokko maakte hij niet zijn debuut.

## Erelijst
| Competitie    | Aantal  | Jaren   |
| Benfica       | Benfica | Benfica |
| ------------- | ------- | ------- |
| Primeira Liga | 1x      | 2022/23 |